# Кримок (село)
Кримо́к — село в Україні, у Житомирському районі Житомирської області. Входить до складу Радомишльської міської громади. Населення становить 436 осіб.

## Історія
У 1900 році власницьке село Вишевицької волості Радомисльського повіту Київської губернії. Відстань від повітового міста 18  верст, від волості 10. Дворів 105, мешканців 1005, 1 каплиця, 1 водяний млин.
Колишній орган місцевого самоврядування — Кримоцька сільська рада.